# Araeococcus pectinatus
Espèce
Classification phylogénétique
Araeococcus pectinatus est une espèce de plantes à fleurs de la famille des Bromeliaceae, présente du Costa Rica à la Colombie.

## Distribution
L'espèce se rencontre au Costa Rica, au Panama et dans le nord-ouest de la Colombie.

## Description
L'espèce est épiphyte.